# ブランデンブルク (特殊部隊)

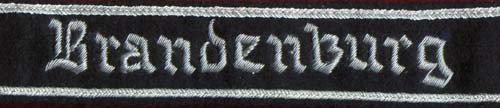
ブランデンブルク師団袖章

ブランデンブルク（独: Brandenburg）は、第二次世界大戦中のナチス・ドイツにおける特殊部隊の呼称である。
ブランデンブルクの部隊はほとんどすべての前線（ポーランド侵攻、デンマークおよびノルウェー侵攻、フランス侵攻、バルバロッサ作戦、フィンランド、ギリシャ、クレタ島の戦い、ルーマニア、ブルガリアおよびユーゴスラビア）で作戦行動を行っており、いくつかの部隊はインド、アフガニスタン、中東諸国および南アフリカに潜入した。彼らはまたフェリックス作戦（ジブラルタル占領計画）およびアシカ作戦のための訓練も行っている。部隊は戦争初期、ポーランドおよびオランダにおいて先遣部隊として活動し、戦略目標である橋、トンネル、鉄道車両基地を占領するといった驚くべき成功を収めた。
ブランデンブルク隊（モットー: Hie Gut Brandenburg Alle Wege）は国防軍情報部第2課から発展し、開戦初年中はコマンド部隊として使用された。当初、部隊は他国語を話せる元国外居住者を主として構成されていた。1944年まで部隊は陸軍の一部隊と言うよりむしろ陸軍総司令部（OKH）の部隊として活動した。部隊は前線の戦闘部隊としてグロースドイッチュラント装甲軍団に編入されるまで次第に拡大された。
| 部隊の変遷                                     |
| ---------------------------------------------- |
| 1939年 エビングハウス大隊                      |
| 1939年 第800 特殊任務 建設・教導中隊           |
| 1939年 第800 特殊任務 建設・教導大隊           |
| 1940年 第800 特殊任務 教導連隊ブランデンブルク |
| 1943年 ブランデンブルク師団                    |
| 1944年 ブランデンブルク装甲擲弾兵師団          |

## 発足 – 国防軍情報部
第一次世界大戦中、ドイツ領東アフリカの指揮官パウル・フォン・レットウ＝フォルベック将軍はたくみにゲリラ戦を指揮し連合国植民地軍と戦った。同時期中東では、T.E.ロレンスがオスマン帝国に対するアラブ反乱で、アラブ人のヒット・アンド・ラン戦法を駆使して大きな成功を収めていた。テオドル・フォン・ヒッペル大尉はアフリカにおいてレットウ＝フォルベックの下で従軍し、戦後、レットウ＝フォルベックおよびロレンスによって考案されたゲリラ戦術の熱烈な支持者となった。
ヒッペルのビジョンはSASを創設したデイヴィッド・スターリングを連想させる。ヒッペルは、高度なサボタージュおよび外国語会話の訓練を施し、敵後方の指揮・通信・兵站を混乱に陥れる作戦を行う小規模のエリート部隊の創設を考案した。
ヒッペルが国防軍に提案したとき、彼のアイデアは却下された。プロシアの保守的な将校達はこの隠密型の戦闘行為は戦争のルールを侮辱し、このような戦闘に従事するものは兵士と呼ぶにふさわしくないとみなした。ヒッペルはくじけず、彼のアイデアを国防軍情報部の指揮官ヴィルヘルム・カナリスに直接具申した。ヒッペルは国防軍情報部第2課に配属され、彼のビジョンを実現する任務を与えられた。

## エビングハウス大隊 – ポーランド
最初に編成されたエビングハウス（Ebbinghaus）大隊はそのほとんどがポーランド語が流暢な元国外居住ドイツ人（Volksdeutsche）で構成された。大隊はカナリスの手配により国防軍最高司令部（OKW）の支援を受け編成されたが、国防軍の管轄下に置かれた。
「白の場合（Fall Weiß、ポーランド侵攻）」作戦において、大隊は鮮烈なデビューを飾った。エビングハウス隊は重要な橋や戦略目標を確保して破壊を防ぎ先鋒部隊の進軍を支援したのみならず、幹線道路や鉄道のジャンクションを破壊することによってポーランド軍後方部隊を混乱に陥れた。エビングハウス大隊はその成功にもかかわらず、作戦後直ちに解散させられた。

## 国防軍情報部の管轄下へ – ブランデンブルク隊
カナリスはヒッペルに対し、国防軍情報部管轄下にエビングハウス大隊のような部隊を創設するよう指示した。1939年10月25日、ヒッペルは元エビングハウス大隊のメンバーを中心とした最初の部隊第800 特殊任務 建設・教導中隊（Baulehrkompanie z. b. V. 800 または Lehr und Bau Kompanie z.b.V. 800）をつくった。
中隊員の募集はヒムラーの親衛隊とはまったく別のやり方で行われた。ヒッペルは、金髪碧眼といったアーリア人の理想を具現化した典型（Übermensch）のような者のみを採用するよりはむしろ、国内のスラヴ人、ポーランド人およびその他民族でドイツのために戦える人材を探した。何人かの志願者はイギリスの封鎖線を越えてきて入隊した。
採用に関して、少なくとも一ヶ国の外国語に堪能であることが必須条件とされたが、多くの採用者は複数の言語を流暢に話せた。採用された隊員は、特定の地域の慣習や伝統を教え込まれた。作戦を行う地域の人々の習性や癖を知ることはその地域に溶け込むことや効果的なサボタージュ作戦を遂行するために必要とされた。
部隊の兵舎はベルリンの旧ブランデンブルク辺境伯領シュテンダール（Stendal）に置かれ、訓練場はオラニエンブルク（Oranienburg）のフリーデンタール（Friedenthal）付近に用意された。1939年12月15日の新隊員の入隊により、創設されて3ヶ月に満たずして中隊から大隊に拡大され、第800 特殊任務 建設・教導大隊（Baulehrbataillon z.b.V. 800）となった。
最初の大隊は前線の敵民族にあわせた4個中隊で構成された。大隊にはまたオートバイ小隊と落下傘小隊も含まれた。
- 第1中隊 – バルト三国/ロシア地域からの人員
- 第2中隊 – 英語圏地域および北アフリカ居住経験のある者
- 第3中隊 – ズデーテン・ドイツ人 / ユーゴスラビア人
- 第4中隊 – ポーランドなどの元国外居住ドイツ人（Volksdeutsche）

大隊は更に追加の混成部隊を創設して拡大した。カフカースからの人員で構成された、いわゆるアラブ旅団はブランデンブルクと連係をとり、中東方面の作戦に従事した。

## フランス、低地諸国およびユーゴスラビア
ブランデンブルクは「黄の場合（Fall Gelb; 低地諸国および北部フランス侵攻）」作戦において、広範囲に及ぶ活動を行った。攻撃開始二夜前の1940年5月8日、ブランデンブルクは行動を開始した。敵の軍服を自軍のそれの上から着用し（占領後速やかに着替えられるようにするため、および敵の軍服を着ていて敵の捕虜になった場合のスパイとして処刑される危険を回避するため）、小部隊が国境を越えオランダ、ベルギーおよびルクセンブルクへ潜入した。
作戦初日に行った多くの活動の中の一つにオランダのヘネプにあるマース橋の占拠がある。ヴィルヘルム・ヴァルター中尉率いる8名のチームは橋を無傷で手に入れるという任務を与えられた。5月10日午前2時、ヴァルターのチームはオランダ軍警察に変装しドイツ軍捕虜を連行する体を装い襲撃した。2つの監視所を破壊したが、3名が負傷し、チームは身動きがとれなくなった。オランダの制服を着たヴァルターが橋を越え前に進み出たため守備兵は混乱し、チームの残りが負傷者を運び出すのを許してしまい、橋は占拠され、爆破装置も解除された。本作戦の過程で、この様なかたちでさらに多くの場所を占領したが、他の橋に関しては確保に失敗し、ブランデンブルク隊はオランダ軍に捕えられ、スパイとして射殺された。
フランス占領後、ブランデンブルクは（グロースドイッチュラント歩兵連隊（当時）とともに）アシカ作戦の準備のために北フランスに移動した。作戦が中止となった後、大隊は南フランスへ移り、ジブラルタル侵攻計画「フェリックス作戦」のための訓練に入った。 
この時、大隊は再び拡大され、第800 特殊任務 教導連隊ブランデンブルク（Lehrregiment Brandenburg z. b. V. 800）となった。規模の増大とともに連隊には沿岸襲撃部隊および熱帯用装備の専門部隊が加わった。
ベニート・ムッソリーニがギリシャ侵攻にしくじると、ヒトラーはソビエト侵攻を後回しにし、ユーゴスラビアおよびギリシャ侵攻作戦（コードネーム「マリタ作戦」）を1941年4月6日に発動した。再びブランデンブルクに役目が与えられ、第3大隊（ズデーテン・ドイツ人およびスラヴ人部隊）から選抜された54名のチームが作戦開始前日にドナウ川流域のオルショヴァ（Orşova）にある重要な造船所を占拠した。

## 訓練および体制
規模が拡大したにもかかわらず、ブランデンブルクは高いスキルを維持していた。訓練は肉体的および精神的に厳しく、外国語、小部隊戦術、落下傘降下、爆破・解体、隠密作戦、車両および航空機の使用、戦車を含む敵軍武器の習熟などがあった。いくつかの支隊は特にパイロット技術あるいは各種偽造、爆破あるいはカモフラージュの訓練を行った。ある中隊は127名のクロスカントリースキー熟練者で構成され犬ぞりを装備し、北部ソビエトの氷原での戦闘を想定した訓練を行った。
その活動においてブランデンブルクは部隊を2名のチーム、12名の分隊、300名の中隊全員など作戦要求に応じ編成した。戦争中、ブランデンブルクはそのすべての作戦を（SASと同様に）事実上敵後方で行った。彼らはたびたび捕獲した装備品を使用したり相手方の兵士に変装したりし、時には偽の身分証明書を使用したが、連合国のそれとは似ていないものだった。ブランデンブルクは他国の軍服の着用に関して非常に慎重に行った。（おそらく時代錯誤な騎士道精神により）彼らは常に戦闘の前に敵の軍服を脱いでその下に着込んでいたドイツ軍の軍服になることを要求され、自軍の軍服が視認できるようになるまで発砲することを許されなかった。これは、ブランデンブルクがスパイではなく兵士であると主張する根拠とするためであり、それはまた命令に忠実であったり、彼らの「本当の旗色」を示す前に戦闘が開始されてしまったいくつかの部隊が捕虜になる結果を招くことになった。

## 北アフリカ
ドイツアフリカ軍団がリビアに派遣されたとき、ブランデンブルクもそこにいた。彼らは熱帯戦専門の4個中隊で編成され、英語あるいはアラビア語を話し、敵後方での襲撃および偵察任務用に捕獲したイギリス軍の車両を使用した。これはイギリス軍のLRDGに酷似する。エルヴィン・ロンメルは当初ブランデンブルク（のやり方）に賛同していなかったが、LRDGおよびSASに苦しめられたことから、ブランデンブルクの非正規戦闘を受け入れるようになった。部隊はイギリス軍補給線を分断したが、部隊への補給あるいは輸送手段の提供には困難がつきまとい、ほとんどの隊員は殺されるか、捕虜になった。

## バルバロッサ作戦 - 東部戦線

“特殊部隊ブランデンブルク”部隊章（1942年）

1941年にソビエト国境を越えた最初の部隊はブランデンブルク連隊である。初日にブランデンブルクは、渡河作戦のために道路および鉄道ジャンクションを占拠・確保した他、赤軍の通信・補給線を無力化して大混乱に陥れた。
バルバロッサ作戦序盤、ブランデンブルクの部隊はラトビアのダウガフピルスにあるダウガヴァ川にかかる橋を占拠し、北方軍集団のレニングラードへの進軍に対する遅滞工作を阻止した。
その間に、沿岸猟兵大隊（Küstenjäger-Abteilung）は黒海、バルト海およびアゾフ海沿岸で多くの水陸両用作戦を展開した。
ウクライナでは、ブランデンブルクはウクライナ人志願兵部隊ナハチガル大隊（Battalion Ukrainische Gruppe Nachtigall）と協力し、中央軍集団を支援した。部隊はウクライナ人部隊の戦闘力が疑問視されていたにもかかわらず、絶大な成功を収めた。
1942年10月初旬には、バルト三国出身のドイツ人およびズデーテン・ドイツ人ら62名からなるブランデンブルクはアドリアン・フォン・フェルカーザム男爵（ Adrian von Fölkersam）に率いられ、他のどの友軍より敵陣深くまで侵入した部隊となっていた。
フェルカーザムは重要拠点マイコープ油田の占領および確保を命じられており、味方から非常に恐れられているNKVD部員に変装してソビエトのトラックを運転し、ソビエト前線を通過、後方へ潜入した。そこで前線から逃げてきた赤軍脱走兵の大集団と偶然出くわした。フェルカーザムはこの好機を利用し、（NKVD将校に扮しているので）彼らを軍に復帰するよう説得して協力させ、ソビエト軍後方をほとんど自由に移動できるようになった。
フェルカーザムは身元を偽ってスターリングラードのトルーキン（Truchin）NKVD少佐と称し、自分の任務は脱走兵を復帰させ、マイコープの守備につけることだとマイコープの指揮官に説明した。指揮官はフェルカーザムを信用しなかったが、翌日には都市の守備状況を視察させた。8月8日までに、ドイツ軍先鋒は12マイルの距離まで近づいていた。ブランデンブルクは行動を開始し、手榴弾を砲撃に擬態して使用し、市の軍通信センターを破壊した。フェルカーザムはそれから赤軍守備隊に出向き、兵の退却が起こっていると話した。守備隊指揮官にはそれを確認あるいは否定するための通信手段がなくなっており、赤軍はマイコープから本当に撤退を開始した。8月9日、ドイツ軍先鋒は抵抗を受けずにマイコープに入った。
これはソビエト侵攻においてブランデンブルクが遂行した数百ある作戦のうちの一例に過ぎない。
1943年まででもっとも一般的だった任務は長距離偵察である。1942年のウクライナにおける南方軍集団の進軍では、ブランデンブルクはふたたび戦役初期のころのような任務（戦車隊の進軍の支援のための橋・道路・鉄道ジャンクションの占拠、赤軍司令部および指揮系統への攻撃）に就いた。ほとんどの場合、これらの作戦は赤軍の軍服を着て捕獲した赤軍車両に乗った20名から60名の部隊で遂行された。

## バヤデーレ作戦 - 中東
1943年1月から4月の間に、ブランデンブルクは拡大されブランデンブルク師団（Division Brandenburg）となり、初代指揮官にはアレクサンダー・フォン・プフールシュタイン（de:Alexander von Pfuhlstein）少将が就任した。師団は4個連隊からなり、Uボート乗組員隊、対空砲隊、砲兵隊、戦車隊、対戦車隊および戦闘工兵隊が創設された。人員はアフリカ軍団および海軍から編入され、ユーゴスラビアのイスラム教徒およびインド人志願兵もいた。
国防軍情報部はカフカースからイラン、インドおよびアフガニスタンに至る攻撃計画のために、積極的にヒンドゥー教徒およびイスラム教徒新兵を募集した。スターリングラードでの敗北は、インドへの大規模な攻勢が発生することはないことを意味したが、自由インド軍から編入された100名の部隊はそのまま留め置かれた。1942年1月、バヤデーレ作戦において部隊はイランに落下傘降下し、インドに潜入した。彼らはサボタージュに携わり、反体制派を組織し、イギリスに対する民衆の反乱を扇動した。カーブルの大使館員ヴィッツェル中尉（国防軍情報部所属）は数ヶ月後には作戦は成功する見込みだと報告した。

## バルカン半島 - ブランデンブルク師団

“ブランデンブルク師団”部隊章

1942年下旬までブランデンブルク連隊の大部分は、エリート歩兵としてドイツ軍前線の隙間を埋める“火消し部隊”任務に駆り出された。1943年2月、ブランデンブルクは前線から引き抜かれ、ドイツに戻った。連隊はこのときブランデンブルク師団となったが、ある連隊は東部戦線に戻り“火消し部隊”の任務を再開した。ある大隊はアフリカに送られ、地中海の連合軍に対する擾乱行動を続けた。残余の部隊はバルカン半島に送られ、対パルチザン作戦に投入された。
1944年5月25日、師団のスペシャリストが第500SS降下猟兵大隊に配属され、桂馬飛び作戦（Operation Rösselsprung）に投入された。本作戦はユーゴスラビアのパルチザン指導者ヨシップ・ブロズ・チトーをドルバー（Drvar）近郊にある彼の司令部で捕縛し、それによってバルカン半島での共産主義者のレジスタンス運動を鎮圧することを目的としたものだった。チトーはSS降下猟兵が彼の地下司令部に突入する直前に脱出し、SS降下猟兵は街の墓地へ撤退、塹壕を掘りパルチザンの猛攻に夜まで耐えた。パルチザンの死傷者約6,000名に対し、第500SS降下猟兵大隊は戦死213名、負傷881名および行方不明51名の被害をうけ、ほとんど掃討された。

## ドデカネス諸島

“ブランデンブルク落下傘大隊”部隊章

1943年中盤、イタリア国王ヴィットーリオ・エマヌエーレ3世はファシストの独裁者ムッソリーニを失脚させ、連合国側に寝返った。これにより多くのブランデンブルク部隊はバルカン半島から移動させられ、イタリア軍の武装解除とドイツ軍の戦争続行のために重要な地域の確保に携わった。
重要地域の一つにドデカネス諸島のコス島がある。コス島はトルコに近く、1943年9月にイギリス軍が進出しており、連合軍の大規模なイタリア兵守備隊が駐屯していた。島には重要な滑走路があり、これを再占領する必要があった。
ラングバイン少尉指揮のブランデンブルク沿岸猟兵大隊および落下傘中隊は、空軍の降下猟兵とともに、島の南海岸に夜間降下し、海岸の守備隊を速やかに制圧、イタリア兵を支配下に置いた。部隊は抵抗なく街に進出し、掃討を開始した。
いくつかの地下壕を調査した後、部隊は酒類が隠されていたのを発見した。多くの兵は酒を飲んで泥酔した。夕暮れ後、ラングバインは兵が飲みすぎて警戒を怠っていることに気づいた。彼は覚醒剤のメタンフェタミンのストックを入手し、兵たちに投与した。アルコールと混ざり合ったメタンフェタミンは兵たちに統制された怒りの感情を引き起こし、夜遅くにイギリス軍とイタリア軍が攻撃を仕掛けてきた時には敵をたやすく撃退した後、降下猟兵隊と合流して敵軍陣地に突撃、占領し、島を確保した。

## 国防軍情報部の指揮権喪失 - 前線へ

“ブランデンブルク装甲擲弾兵師団”部隊章

カナリスおよび国防軍情報部は当初からヴァルター・シェレンベルク率いる親衛隊情報部（SD）の厳重な監視を受けていた。
国防軍情報部のナチスに対する反感は1944年に頂点に達した。カナリスを含む数名の国防軍情報部首脳は1944年7月20日のヒトラー暗殺計画に加担したとされ、ブランデンブルクの指揮権はSDに移譲となった。1944年9月、特殊作戦部隊としての師団はもはや必要ないと判断され、自動車化歩兵および戦車連隊の装備をうけブランデンブルク装甲擲弾兵師団（Panzer-Grenadier-Division Brandenburg）となり、東部戦線に投入された。 
フェルカーザム男爵を含む1,800名はオットー・スコルツェニーSS大佐のSS駆逐戦隊（SS-Jagdverbände）に転属させられ、終戦まで特殊部隊として作戦を続けた。
師団の残りは通常の作戦任務に就いた。これにより士気の低下を招いたが、ブランデンブルクはそれでもエリート部隊と見なされ、1940〜41年に訓練をともにしたグロースドイッチュラント装甲師団に配属された。ブランデンブルクは東部戦線のバルト海から東プロイセンへの撤退戦に投入され善戦した。
ブランデンブルクはグロースドイッチュラント師団に従いフェリーに乗ってピラウへ撤退するまで、メーメルの戦いに参加した。師団はピラウ付近での激戦でほとんど壊滅し、何人かの生存者は5月にシュレースヴィヒ＝ホルシュタインでイギリス軍に投降したが、多くの隊員は捜索から逃れるための高いスキルを持っていたため、たやすく姿を消した。

## 戦後 - アドバイザーとして
死あるいは逮捕から逃れたブランデンブルク隊員達は、多くの他の特殊部隊兵と同様、剣を置いて市民生活に戻ることを潔しとせず、フランス外人部隊に入隊した。興味深いことに、ディエン・ビエン・フーにいた番号の大きいフランス外人部隊は元武装親衛隊、元陸軍兵士のドイツ人部隊で、その中に何名かの元ブランデンブルク隊員もいた。ロシアもまた、確実に元ブランデンブルク隊員を秘密部隊のアドバイザーおよび工作員として採用している。
その他のブランデンブルク隊員も、傭兵あるいは軍事アドバイザーとしてアフリカ、南アメリカ、あるいはアジアに渡った。新しく独立したアフリカの国々での一連のクーデター事件は、元ブランデンブルク隊員に仕事を提供した。スカルノ大統領統治時代のインドネシアのセキュリティー・サービスの長は元ブランデンブルク隊員である。中国共産党の指導者毛沢東やコンゴ民主共和国の分離独立派モイーズ・チョンベも元ブランデンブルク隊員のアドバイスをうけた。多くのブランデンブルク隊員はまたムハンマド・ナギーブのエジプト軍に雇われ、その他は新しく興ったイスラエルのために戦った。

## 戦闘序列
第800 特殊任務 建設・教導大隊 - 1939年12月
- 第1中隊（1. Kompanie）
- 第2中隊（2. Kompanie）
- 第3中隊（3. Kompanie）
- 第4中隊（4. Kompanie）
- オートバイ小隊（Kradschützen Zug）
- 落下傘小隊（Fallschirm-Zug）

ブランデンブルク師団 – 1943年2月-1944年3月
- 師団本部（Stab der Division）
- ブランデンブルク 第1連隊（Regiment 1 Brandenburg）
- ブランデンブルク 第2連隊（Regiment 2 Brandenburg）
- ブランデンブルク 第3連隊（Regiment 3 Brandenburg）
- ブランデンブルク 第4連隊（Regiment 4 Brandenburg）
- ブランデンブルク 教導第5連隊（Lehr-Regiment 5 Brandenburg）
- ブランデンブルク 熱帯地戦部隊（Tropische Einheiten Brandenburg）
- ブランデンブルク 沿岸猟兵大隊（Küstenjäger-Abteilung Brandenburg）
- ブランデンブルク 落下傘大隊（Fallschirm-Battaillon Brandenburg）
- ブランデンブルク 通信大隊（Nachrichten-Abteilung Brandenburg）

ブランデンブルク装甲擲弾兵師団 - 1944年-1945年
- 師団本部（Stab der Division）
- ブランデンブルク 戦車連隊（Panzer-Regiment Brandenburg）
- ブランデンブルク 第1猟兵連隊（自動車化）（Jäger(mot)-Regiment 1 Brandenburg）
- ブランデンブルク 第2猟兵連隊（自動車化）（Jäger(mot)-Regiment 2 Brandenburg）
- ブランデンブルク 装甲猟兵大隊（Panzerjäger-Abteilung Brandenburg）
- ブランデンブルク 装甲砲兵連隊（Panzer-Artillerie-Regiment Brandenburg）
- ブランデンブルク 陸軍対空砲兵大隊（Heeres-Flakartillerie-Abteilung Brandenburg）
- ブランデンブルク 装甲偵察大隊（Panzer-Aufklärungs-Abteilung Brandenburg）
- ブランデンブルク 装甲工兵大隊（Panzer-Pionier-Bataillon Brandenburg）
- ブランデンブルク 通信大隊（Nachrichten-Abteilung Brandenburg）
- 補給部隊